# Eugene de Blaas

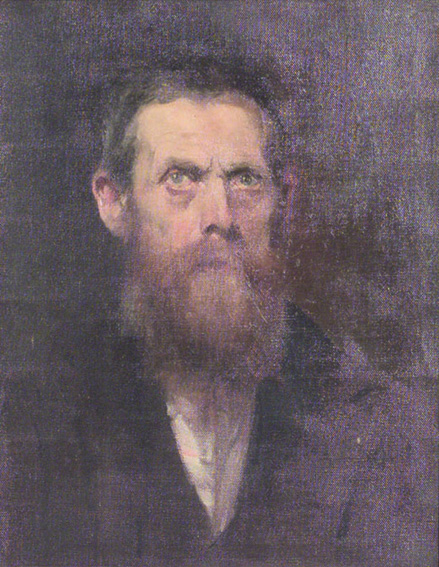
Eugene de Blaas (Selbstporträt)

Eugene de Blaas, auch Eugen(e) von Blaas oder Eugenio de Blaas (* 24. Juli 1843 in Albano Laziale bei Rom, Italien; † 10. Februar 1931 in Venedig) war ein italienischer Genremaler.

## Leben
De Blaas’ Eltern waren österreichische Staatsbürger. Sein Vater, der Maler Karl von Blaas (1815–1894), unterrichtete seinen Sohn. Die Familie zog nach Venedig, nachdem Karl von Blaas einen Professorenposten an der Akademie in Venedig annahm.
Eugene de Blaas wurde bekannt durch seine Genrebilder, die oft Themen in Venedig zeigen. Er wurde später selbst Professor an der Akademie in Venedig.

## Werke (Auswahl)

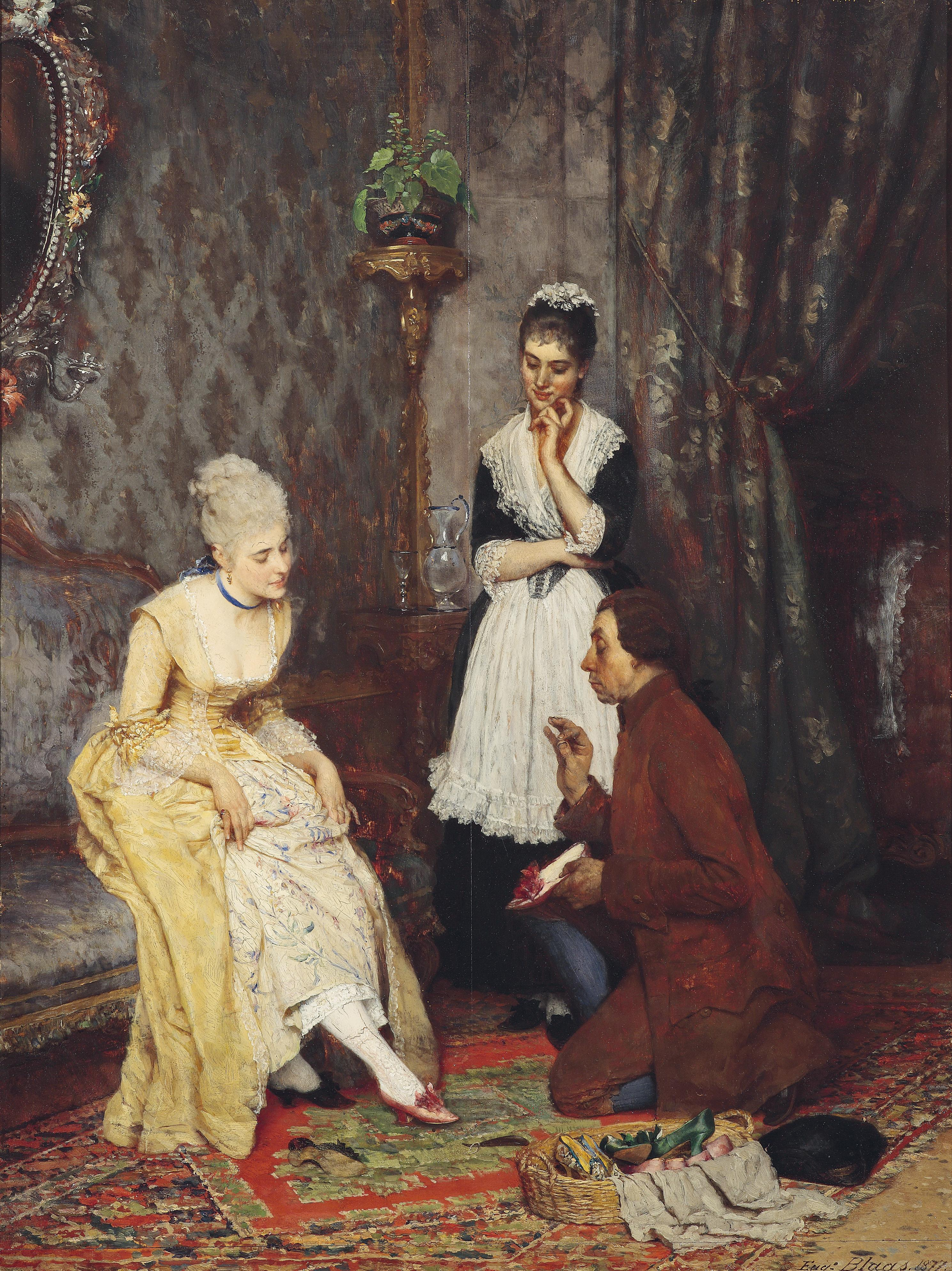
Der perfekte Schuh!, 1877

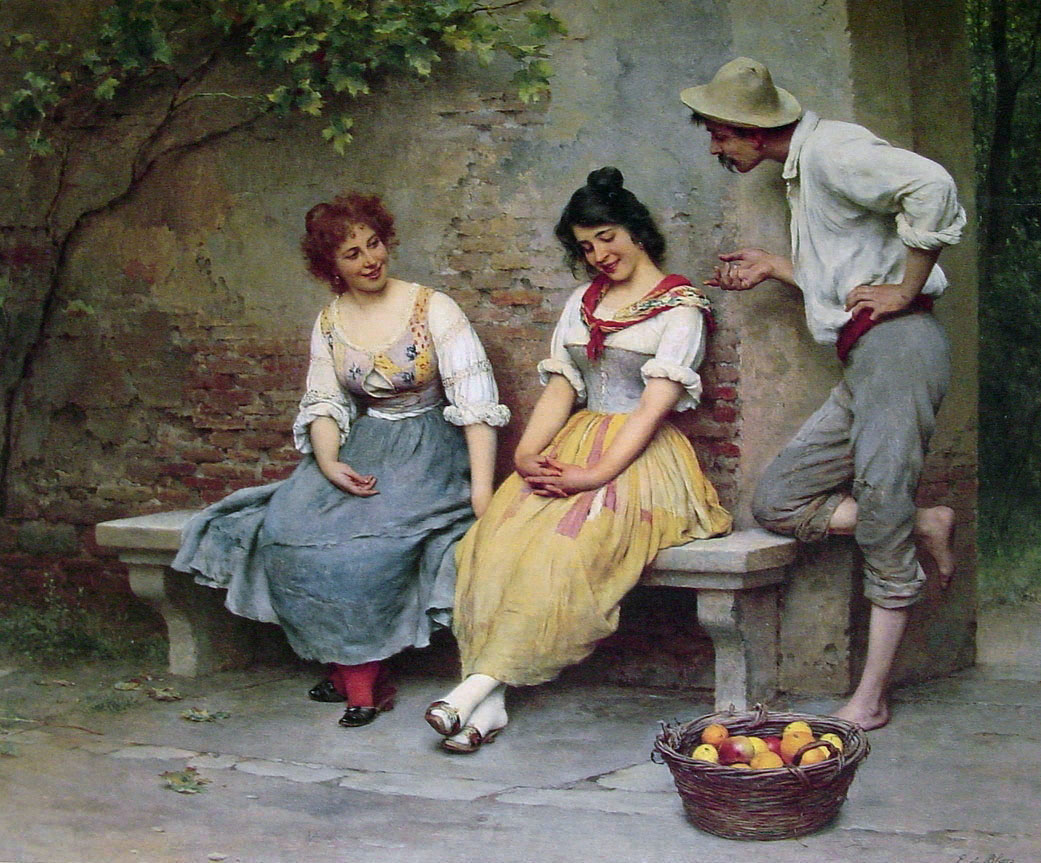
Der Flirt, 1904

- Der hl. Valentin verkündet den Rätern das Evangelium, Merkantilmagistrat Bozen, 1863[1]
- Auf dem Balkon in Venedig 1878
- Die Schwestern (Klosterszene), 1878
- Bekehrung der Räter durch den Heiligen Valentin
- Cimabue und Giotto
- Dogaressa beim Kirchgang
- Gottes Geschöpfe
- Hochzeitsgesellschaft auf dem Markusplatz
- Venezianische Maskerade
- Eine Fahrt nach Murano
- Venezianerin, Öl auf Leinwand, 54,5 × 43,5 cm, Dorotheum, Wien, April 2013.
- Ein nachdenklicher Moment,  1896, Öl auf Holz, 53,5 × 85 cm, Privatsammlung.
- Klatsch, 1904, Öl auf Holz, 110,2 × 83,2 cm.
- Der Flirt, Öl auf Holz, 1904, Öl auf Holz, 100,4 × 83,8 cm, Privatsammlung.
- Mädchen in fliederfarbenen Kleid, 1911, Öl auf Leinwand, 80,5 × 44,5 cm, Dorotheum April 2011.
- Im Wasser, Öl auf Leinwand, 1914, 78,4 × 44,5 cm, Privatsammlung.

Einige seiner Werke befinden sich in der Royal Academy of Arts, London, der Fine Art Society sowie der New Gallery und der Arthur Tooth and Sons Gallery, sämtlich in London. Weitere besitzt die Walker Art Gallery in Liverpool.